# Windsor (Québec)
Pour les articles homonymes, voir Windsor.
Windsor est une ville du Québec, située dans la municipalité régionale de comté du Val-Saint-François en Estrie.

## Toponymie
« La nouvelle ville de Windsor a été créée le 29 décembre 1999. Elle est issue du regroupement de la ville de Windsor et de la municipalité du village de Saint-Grégoire-de-Greenlay ».

## Histoire

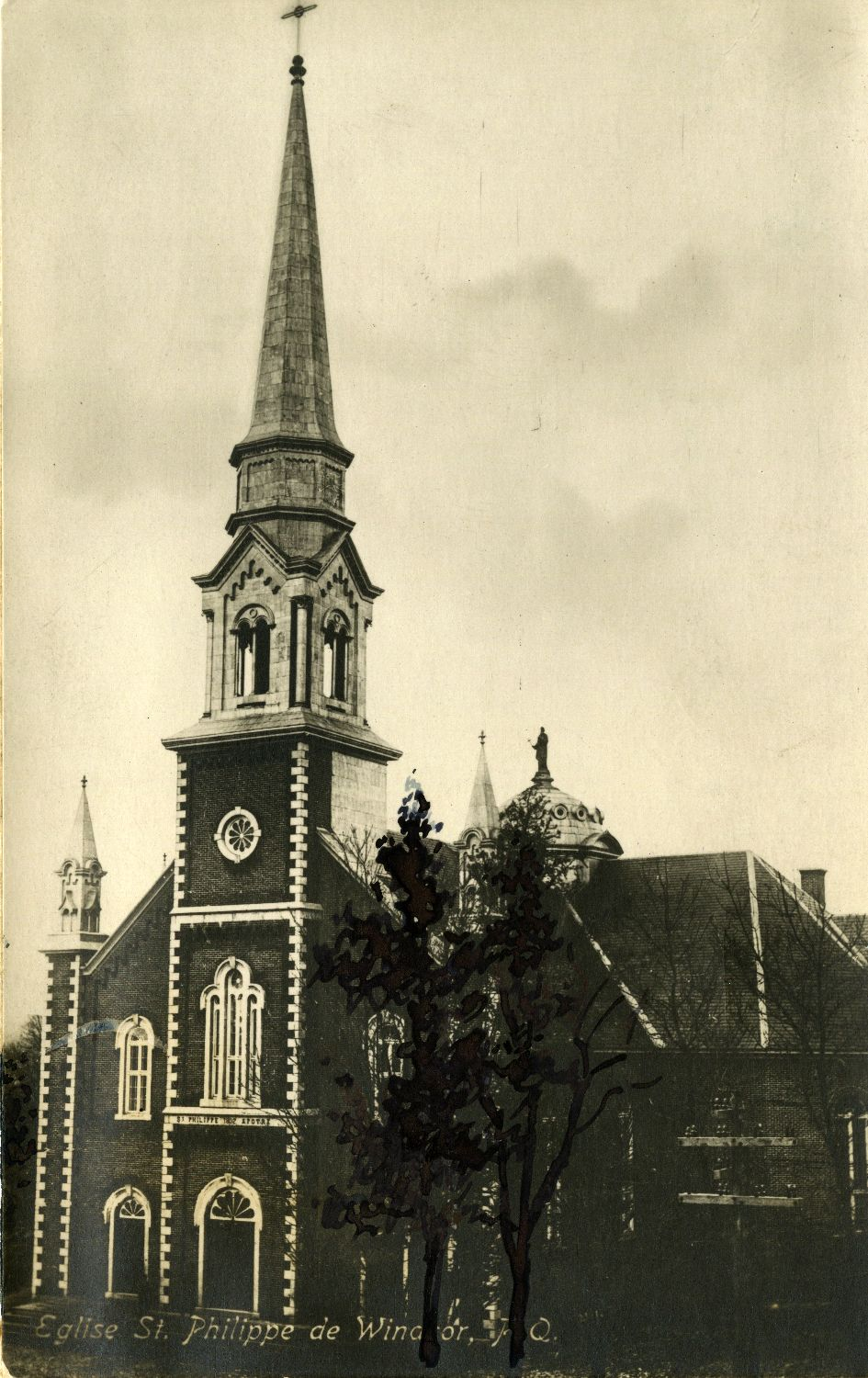
L'église originale de Saint-Philippe en 1927

- 1797 : arrivée du premier colon sur le territoire de ce qui s'appelait alors Lower Brompton[3].
- 1852 : mise en service du tronçon du Grand Tronc passant par Windsor[4],[3].
- Années 1860 : construction d'une première papeterie par William Angus et Thomas Logan, propriétaires de la Angus, Logan & Co[4].
- 1864 : fondation de l'usine de poudre noire[5].
- 1873 : Angus, Logan & Co devient Canada Paper Company Ltd[4].
- 1876 : création de la municipalité du village de Windsor Mills[2].
- 1899 : élévation au statut de ville[2].
- 1914 : Windsor prend son nom actuel[2].
- 1922 : fermeture de l'usine de poudre noire[5].
- 1961 : Canada Paper est reprise par la compagnie Domtar[4].
- 1987 : fin de la construction de la nouvelle usine Domtar[4].
- 1999 : fusion de Windsor et de Saint-Grégoire-de-Greenlay[2].
- 2013 : incendie de l'église catholique Saint-Philippe, un bâtiment patrimonial, dans la nuit du 18 au 19 mai 2013[6].
- 2014 : construction d'une nouvelle église catholique Saint-Philippe[7],[8].

### Héraldique
| Melius esse quam videri |
| ----------------------- |

| L'écu de Windsor se blasonne ainsi : De gueules, à une anille couchée d’or, accompagnée en chef d’une rose d’argent ; à une mer mouvante de même. |

## Géographie
Elle est traversée par la route 143 et la route 249.
Elle est traversée par deux rivières: la rivière Saint-François et la rivière Watopeka. Elles ont marqué l'histoire et l'économie de la ville à cause des usines qui y ont été construites. La rivière Saint-François forme la frontière entre l'ancienne municipalité Saint-Grégoire-de-Greenlay et le territoire de Windsor avant la fusion.
Le territoire de la ville situé au sud de la rivière Watopeka est appelé Saint-Gabriel par les locaux, d'après le nom de l'ancienne paroisse catholique Saint-Gabriel-Lalemant.  

## Démographie
| 1991  | 1996  | 2001  | 2006  | 2011  | 2016  | 2021  |
| ----- | ----- | ----- | ----- | ----- | ----- | ----- |
| 4 913 | 4 904 | 5 321 | 5 239 | 5 330 | 5 419 | 5 294 |

## Administration
Les élections municipales se font en bloc pour le maire et les six conseillers.
| Windsor Maires depuis 2005                                                                                           |                 |         |          |
| Élection | Maire           | Qualité | Résultat |
| 2005 | Malcolm Wheeler |         | Voir     |
| 2009 | Sylvie Bureau   |         | Voir     |
| 2013 | Sylvie Bureau   | Voir    |          |
| 2017 | Sylvie Bureau   | Voir    |          |
| 2021 | Sylvie Bureau   | Voir    |          |
| Élection partielle en italique Depuis 2005, les élections sont simultanées dans toutes les municipalités québécoises |                 |         |          |

## Personnalités
- Marc-André Craig, patineur artistique de renommée internationale.
- Marc Fortier, ancien joueur de la Ligue nationale de hockey.
- Samuel Grenache, joueur du Wild de Windsor dans la Ligue nord-américaine de hockey.
- Manon Massé, femme politique québécoise, co-porte-parole de Québec Solidaire

- Jean Nichol, chanteur et parolier.
- Alexie Morin, auteure et éditrice.
- Luc Tanguay, artiste peintre et poète né au hameau de Greenlay.

## Économie
Windsor possède l'usine de pâtes et papier Domtar.  

## Tourisme
Une attraction touristique importante de la ville est le Parc historique de la Poudrière de Windsor. En effet, il y avait autrefois à cet endroit une usine de poudre noire. Le parc comprend des sentiers pédestres dotés de panneaux d'interprétation qui permettent d'expliquer la fonction des bâtiments de l'époque. Nous pouvons voir les vestiges de ces bâtiments. Il y a aussi un petit musée. Le parc est traversé par la rivière Watopeka. 
Ce parc est un endroit intéressant pour l'ornithologie. On peut notamment y observer la Paruline des pins, grâce à la présence de nombreux Pins blancs  matures.
Au mois de juin, le Festival du Papier s'y déroule.

## Religion
Sur l'actuel territoire de la ville de Windsor, il y avait trois paroisses catholiques et autant d'églises. L'église Saint-Philippe demeure en usage pour le culte catholique, l'église Saint-Grégoire VII est devenue la salle des Chevaliers de Colomb et l'église Saint-Gabriel-Lalemant a été achetée et rénovée par le commerce Location Windsor. 
Il y a aussi une ancienne église protestante. Cette charmante petite église blanche est située sur une butte près du coin des rues Principale et Du Moulin. 

### Histoire de la présence catholique à Windsor[13]
- Windsor faisait partie du diocèse de Trois-Rivières jusqu'à la création du diocèse de Sherbrooke, en 1874.
- 1854-1864: premier missionnaire sur le territoire de la future paroisse Saint-Philippe.
- 1886 : arrivée des sœurs de la Congrégation de Notre-Dame[14]. Elles construisent un couvent et enseignent.
- 23 octobre 1870: bénédiction de la chapelle dédiée à saint Philippe par Mgr Louis-François Richer Laflèche, évêque de Trois-Rivières.
- 20 octobre 1875: arrivée du premier curé, l'abbé Joseph-Élzéar Michaud. Il le sera jusqu'en 1878.
- 23 août 1879: érection canonique de la paroisse Saint-Philippe par Mgr Antoine Racine.
- 1892-1893: construction de l'église Saint-Philippe. L'architecte est Louis Caron Junior. L'église sera améliorée et agrandie par l'architecte Jean-Baptiste Verret en 1894.
- 1878-1895: mandat du curé Frederick-Patrick Dignan (1844-1895) qui a fait construire l'église. Il meurt dans un accident de train en route vers le sanctuaire de Sainte-Anne-de-Beaupré[15]. La bibliothèque municipale Patrick-Dignan fut nommée en son honneur.
- 1929: ouverture de la mission dans le hameau de Greenlay.
- 30 avril 1952: érection canonique de la paroisse Saint-Gabriel-Lalemant.
- 1952-1953: construction de l'église et du presbytère de Saint-Gabriel-Lalemant.
- 16 juin 1956: dédicace de l'église Saint-Philippe.
- 1959: construction de l'église Saint-Grégoire VII. L'architecte est Albert Poulin, de Sherbrooke.
- 2003: dissolution de la paroisse Saint-Grégoire VII. Son territoire est annexé à celui de la paroisse Saint-Philippe. L'église et le presbytère sont vendus aux Chevaliers de Colomb.
- 2005: dissolution de la paroisse Saint-Gabriel-Lalemant.
- Nuit du 18-19 mai 2013: incendie de l'église patrimoniale Saint-Philippe. L'incendie est d'origine criminelle.
- 2014: construction d'une nouvelle église Saint-Philippe et d'un nouveau presbytère.